# 13. rujna
13. rujna (13. 9.) 256. je dan godine po gregorijanskom kalendaru (257. u prijestupnoj godini).
Do kraja godine ima još 109 dana.

## Događaji
- 81. – Nakon smrti brata Tita, vlast nad Rimskim Carstvom preuzeo je Domicijan. Za njegove vladavine (do 96. godine) počela je gradnja linija utvrda kao desnorajnske granice protiv prijetećih upada Germana.
- 1943. – Narodnooslobodilački odbor za Istru donio je odluku o priključenju Istre matici Hrvatskoj.[1]
- 1971. – Pobuna zatvorenika protiv uvjeta u zatvoru Attica kod New Yorka završila je pogibijom 39 zatvorenika i devet stražara koji su bili taoci.

| - 1475. – Cesare Borgia, talijanski političar i vojskovođa († 1507.) - 1819. – Clara Schumann, njemačka pijanistica († 1896.) - 1830. – Marie von Ebner-Eschenbach, austrijska književnica († 1916.) - 1861. – Vendelin Vošnjak, slovenski franjevac hrvatskog porijekla, († 1933.) - 1874. – Arnold Schönberg, austrijski skladatelj († 1951.) - 1876. – Sherwood Anderson, američki književnik († 1941.) - 1887. – Lavoslav Ružička, hrvatski znanstvenik († 1976.) - 1903. – Claudette Colbert, američka glumica francuskog porijekla († 1996.) - 1910. – Fedor Vaić, slikar i crtač († 1987.) - 1921. – Alexander Schmemann, ruski mislilac († 1983.) - 1953. – Fabijan Lovrić, bosanskohercegovački i hrvatski pjesnik († 2023.) - 1955. – Moses Malone, američki košarkaš († 2015.) - 1966. – Filip Šovagović, hrvatski glumac - 1967. – Gordana Boban, bosanskohercegovačka glumica - 1971. – Svjetlana Gladiševa, ruska skijašica - 1971. – Goran Ivanišević, hrvatski tenisač, pobjednik Wimbledona - 1974. – Lil' ½ Dead, američki reper, pjevač i tekstopisac - 1975. – Ines Bojanić, hrvatska glumica - 1976. – Tamara Garbajs, hrvatska glumica - 1996. – Playboi Carti, američki reper | - 81. – Tit Flavije, rimski car (* 39.) - 1313. – Sveta Notburga, austrijska svetica († 1265.) - 1592. – Michel de Montaigne, francuski pisac (* 1533.) - 1598. – Filip II., španjolski kralj (* 1527.) - 1872. – Ludwig Feuerbach, njemački filozof (* 1804.) - 1928. – Italo Svevo, talijanski pisac (* 1861.) - 1949. – August Krogh, danski liječnik i nobelovac (* 1874.) - 1978. – Mladen Ramljak, hrvatski nogometaš (* 1945.) - 1992. – Božidar Rašica, arhitekt, scenograf i slikar (* 1912.) - 1992. – Anthony Perkins, američki filmski i kazališni glumac (* 1932.) - 1996. – Tupac Shakur, američki reper, tekstopisac, glumac i aktivist (* 1971.) - 2017. – Saby Kamalich, meksička glumica (* 1939.) |